# Сахарный диабет 2-го типа
Сахарный диабет 2-го типа (также — инсулинорезистентный сахарный диабет, прежние названия — инсулиннезависимый диабет и диабет взрослых) — хроническое заболевание, при котором организм не может эффективно использовать инсулин, в достаточном количестве вырабатываемый клетками поджелудочной железы.
Наиболее частый симптом сахарного диабета — гипергликемия. Сахарный диабет 2-го типа возникает у людей с предрасположенностью к нему при сочетании нескольких условий, наиболее частым фактором риска является ожирение или повышенный индекс массы тела, а также артериальная гипертония и дислипидемия.
Диагностика сахарного диабета второго типа затруднена тем, что его симптомы часто слабо выражены, и заболевание диагностируется уже при возникновении осложнений через несколько лет после его возникновения.

## История
В 1999 году Всемирная организация здравоохранения охарактеризовала сахарный диабет 2-го типа как метаболическое заболевание, развивающееся вследствие нарушения секреции инсулина или сниженной чувствительности тканей к действию инсулина (инсулинорезистентности).
В 2009 году американский профессор Ральф ДеФронзо (англ. Ralph A. DeFronzo) предложил модель с восемью ключевыми патогенетическими звеньями, приводящими к гипергликемии («угрожающий октет», англ. Ominous Octet). В его модели, помимо инсулинорезистентности клеток печени, тканей-мишеней и дисфункции β-клеток, важную роль в патогенезе диабета 2-го типа играют нарушения инкретинового эффекта, гиперпродукция глюкагона α-клетками поджелудочной железы, активация липолиза адипоцитами, усиление реабсорбции глюкозы почками, а также дисфункция нейротрансмиттерной передачи на уровне центральной нервной системы. Данная схема, впервые наглядно продемонстрировавшая гетерогенность развития заболевания, до недавнего времени наиболее чётко отражала современные взгляды на патофизиологию диабета 2-го типа. В 2016 году командой учёных во главе со Стенли Шварцем (Stanley S. Schwartz) была предложена иная модель, дополненная ещё тремя звеньями развития гипергликемии: системное воспаление, патологическое изменение микрофлоры кишечника и нарушение выработки амилина. Таким образом, на сегодняшний день известно уже об 11 взаимосвязанных механизмах, провоцирующих прогрессирование диабета.

## Классификация
По степени тяжести
- Лёгкая форма (характеризуется возможностью компенсации заболевания только диетой или диетой в сочетании с приёмом одной таблетки сахароснижающего препарата. Вероятность развития ангиопатий невелика).
- Средней степени тяжести (компенсация метаболических расстройств на фоне приёма 2—3 таблеток сахароснижающих препаратов. Возможно сочетание с функциональной стадией сосудистых осложнений).
- Тяжёлое течение (компенсация достигается комбинированным приёмом таблетированных сахароснижающих препаратов и инсулина либо только инсулинотерапией. На этой стадии отмечаются тяжёлые проявления сосудистых осложнений — органическая стадия развития ретинопатии, нефропатии, ангиопатии нижних конечностей; может диагностироваться энцефалопатия, тяжёлые проявления нейропатии)[8].

По степени компенсации углеводного обмена
- Фаза компенсации
- Фаза субкомпенсации
- Фаза декомпенсации

По наличию осложнений
- Диабетическая микро- и макроангиопатия
- Диабетическая полинейропатия
- Диабетическая артропатия
- Диабетическая офтальмопатия, ретинопатия
- Диабетическая нефропатия
- Диабетическая энцефалопатия[9]

## Этиология
Сахарный диабет 2-го типа обусловлен совокупностью генетических и прижизненных факторов. Подавляющее большинство лиц с этим типом заболевания имеет избыточную массу тела. Само по себе ожирение является одним из серьёзных факторов риска развития сахарного диабета 2-го типа. У детей, страдающих ожирением, риск развития диабета 2-го типа повышен в 4 раза.
Соблюдение безглютеновой диеты людьми, не страдающими целиакией, повышает риск развития диабета 2-го типа. Такой вывод был сделан по итогам проведенных исследований, результаты которых были опубликованы на сайте Американской ассоциации сердца. У людей, ежедневно потреблявших большее количество глютена, риск развития сахарного диабета 2-го типа в течение 30 лет был ниже, чем у сторонников безглютеновой диеты. Авторы работ отмечают, что люди, старавшиеся избегать глютена, также меньше потребляли продукты, богатые пищевыми волокнами, обладающими защитными свойствами против диабета 2-го типа.
Также выявлено влияние на заболеваемость диабета 2-го типа высокой дозы радиации и радиоактивной загрязненности места проживания.

## Биохимический механизм
Инсулинорезистентность, обуславливающая сахарный диабет 2-го типа, представляет собой системный сбой эндокринной регуляции. В здоровом организме есть баланс между поглощением, синтезом и выводом липидов из печени. Сдвиг этого баланса имеет ключевое значение для возникновения инсулинорезистентности. Если баланс смещается в сторону накопления липидов, то это приводит к системной реакции, затрагивающей все участвующие в метаболизме глюкозы инсулин-зависимые органы, что неминуемо приводит к развитию инсулинорезистентности. В норме при переваривании пищи в крови повышается уровень глюкозы, что стимулирует выработку инсулина β-клетками островков Лангерганса поджелудочной железы. Инсулин сдвигает метаболическое равновесие в сторону превращения глюкозы в гликоген и липиды. Доставленный кровью в скелетные мышцы и жировую ткань инсулин запускает процесс поступления глюкозы в миоциты и адипоциты — под его воздействием эти клетки выводят на поверхность мембраны глюкозный транспортёр 4 типа, который переносит глюкозу в клетку. Миоциты преобразуют глюкозу в гликоген и запасают его до использования. Адипоциты же через гликолиз превращают глюкозу в жиры, которые в них затем хранятся.
В печени инсулин воздействует на гепатоциты, в которых стимулирует синтез липидов через гликоген. Из печени липиды в виде липопротеидных частиц транспортируются кровью в другие органы, в том числе в жировую ткань. Транспорт глюкозы в гепатоциты отличается от механизма её проникновения в миоциты и адипоциты, инсулин воздействует на клетки печени через три молекулярных механизма. Инсулин ингибирует фермент гликогенфосфорилазу, разрушающий гликоген. В результате увеличивается содержание гликогена в печени и мышцах. Инсулин активирует ферменты гликолиза, что ускоряет расщепление глюкозы до ацетил-кофермента А, из которого синтезируются жирные кислоты, а также инактивирует ферменты глюконеогенеза и тем самым замедляет обратный синтез глюкозы. Инсулин активирует ацетил-КоА-карбоксилазу и тем самым стимулирует образование малонил-кофермента А (предшественника жирных кислот). Также инсулин подавляет активность липазы, расщепление триглицеридов замедляется и их концентрация увеличивается за счёт синтеза из жирных кислот.
Между приёмами пищи секреция инсулина снижается, меньшее количество инсулина ведёт к усилению глюконеогенеза и расщеплению гликогена в печени. Снижается инсулин-глюкагоновый индекс, начинает проявляться действие глюкагона и адреналина, которые функционально являются антагонистами инсулина. Глюкагон и адреналин усиливают распад гликогена, глюкагон стимулирует глюконеогенез и выход глюкозы из гепатоцитов. При длительном голодании уровень глюкозы в крови сильно снижается, в печени уменьшается синтез липидов, в жировой ткани увеличивается гидролиз триглицеридов, высвобожденные жирные кислоты выходят из адипоцитов и кровью доставляются в печень. Клетки печени не могут превращать жирные кислоты в глюкозу, поэтому из жирных кислот преимущественно синтезируются кетоновые тела. Кровь доставляет их к периферическим органам, где они используются в качестве источника энергии, но не все ткани могут их использовать напрямую. В частности, кетоновые тела как основной источник энергии при голодании использует миокард, а нейронам нужна глюкоза, нужный уровень которой создаётся печенью за счет глюконеогенеза продуктов катаболизма белков (точнее, составляющих белки аминокислот). Метаболический сдвиг в сторону кетоновых тел при длительном голодании усиливает липолиз в жировой ткани, что ведёт к расходу жировых запасов.

## Патогенез и патогистология
Сахарный диабет проявляется повышением уровня глюкозы в крови, понижением способности тканей захватывать и утилизировать глюкозу и повышением мобилизации альтернативных источников энергии — аминокислот и свободных жирных кислот.
Высокий уровень глюкозы в крови и различных биологических жидкостях вызывает повышение их осмотического давления — развивается осмотический диурез (повышенная потеря воды и солей через почки), приводящий к обезвоживанию организма и развитию дефицита катионов натрия, калия, кальция и магния, анионов хлора, фосфата и гидрокарбоната. У больного с сахарным диабетом возникают жажда, полиурия (частое обильное мочеотделение), слабость, повышенная утомляемость, сухость слизистых оболочек несмотря на обильное питьё воды, мышечные подёргивания, сердечные аритмии и другие проявления дефицита электролитов.
Кроме того, повышенный уровень глюкозы в крови и биологических жидкостях усиливает неферментативное гликозилирование белков и липидов, интенсивность которого пропорциональна концентрации глюкозы. В результате нарушается функционирование многих жизненно важных белков, и как следствие развиваются многочисленные патологические изменения в разных органах.

## Диагностика
Критерии диагностики диабета:

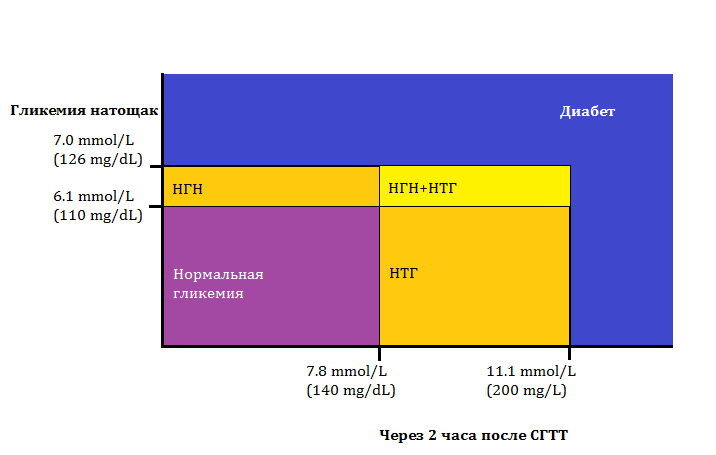
Российские стандарты: диагностические точки отсчета для сахарного диабета. Нарушения толерантности к глюкозе (НТГ), нарушение гликемии натощак (НГН)

- гликированный гемоглобин HbAlc ≥ 6,5 %;
- глюкоза плазмы натощак ≥ 7 ммоль/л;
- глюкоза плазмы через два часа после орального глюкозотолерантного теста ≥ 11 ммоль/л;
- глюкоза плазмы при случайном определении, симптомы гипергликемии или метаболической декомпенсации ≥ 11 ммоль/л.

## Клиническая картина

### Симптомы
- Жажда и сухость во рту.
- Полиурия — обильное мочеиспускание.
- Зуд кожи.
- Общая и мышечная слабость.
- Ожирение.
- Плохая заживляемость ран[18].

## Осложнения
- Диабетическая микро- и макроангиопатия — нарушение проницаемости сосудов, повышение их ломкости, повышение склонности к тромбозам, к развитию атеросклероза сосудов.
- Диабетическая полинейропатия — полиневриты периферических нервов, боли по ходу нервных стволов, парезы и параличи.
- Диабетическая артропатия — боли в суставах, «хруст», ограничение подвижности, уменьшение количества синовиальной жидкости и повышение её вязкости.
- Диабетическая офтальмопатия — раннее развитие катаракты (помутнения хрусталика), ретинопатии (поражения сетчатки).
- Диабетическая нефропатия — поражение почек с появлением белка и форменных элементов крови в моче, а в тяжёлых случаях с развитием гломерулосклероза и почечной недостаточности.
- Диабетическая энцефалопатия — изменения психики и настроения, эмоциональная лабильность или депрессия, симптомы интоксикации ЦНС.

## Лечение
Для лечения диабета 2-го типа необходимо совмещать диету, умеренные физические нагрузки и терапию лекарственными препаратами.
Антидиабетические препараты традиционно подразделяются на инъекционные (разновидности инсулина; агонисты рецептора глюкагоноподобного пептида-1 (GLP-1)) и пероральные (производные сульфонилмочевины, бигуаниды, тиазолидиндионы (другое название — глитазоны), ингибиторы альфа-глюкозидазы, ингибиторы дипептидилпептидазы-4 (другое название — глиптины), ингибиторы SGLT2 (глифлозины) и другие). По состоянию на 2020 год, управлением по контролю качества пищевых продуктов и лекарственных средств (US Food and Drug Administration), было одобрено около 60 уникальных антигипергликемических средств, включая 23 комбинационных препарата. Комбинационные препараты обычно являются сочетанием двух и более пероральных антигипергликемических средств.
Препараты, снижающие абсорбцию глюкозы в кишечнике и её синтез в печени и повышающие чувствительность тканей к действию инсулина:
- бигуаниды: метформин;
- тиазолидиндионы: росиглитазон, пиоглитазон[21].

Препараты, усиливающие секрецию инсулина:
- глюкозозависимые — препараты ингибиторов ДПП-4: вилдаглиптин, ситаглиптин, саксаглиптин, линаглиптин, алоглиптин, гемиглиптин, гозоглиптин, эвоглиптин[22][23];
- глюкозонезависимые:

- препараты сульфанилмочевины 2-й генерации: глибенкламид, гликлазид, глимепирид, гликвидон, глипизид;
- несульфанилмочевинные секретагоги: репаглинид, натеглинид.

Дорзаглиатин, низкомолекулярный активатор глюкокиназы, регулирует стимулированную глюкозой секрецию гормонов, таких как инсулин и глюкагоноподобный пептид-1
Ингибиторы α-гликозидазы (акарбоза) угнетают кишечные ферменты, расщепляющие сложные углеводы до глюкозы, тем самым снижая всасываемость глюкозы в желудочно-кишечном тракте.
Группа пролонгированных агонистов рецепторов глюкагоноподобного пептида-1: дулаглутид, лираглутид, эксенатид, ликсисенатид, семаглутид и другие обладают высокой и длительной инкретиновой активностью, могут использоваться в монотерапии. Они обладают следующими преимуществами -  снижают массу тела, обладают нефропротективным действием. Эти препараты доступны в РФ.
Группа ингибиторов натрий-глюкозного котранспортера 2-го типа (SGLT2): лузеоглифлозин, дапаглифлозин, канаглифлозин, эмпаглифлозин, ипраглифлозин и другие флоризиноподобные препараты, которые обеспечивают высокий уровень экскреции глюкозы с мочой, обладают также нефропротективным действием.

### Целесообразность применения БАДов при сахарном диабете
Применение при диабете биологически активных добавок не имеет научного обоснования, польза витаминов и минералов, за исключением очевидных случаев дефицита этих микронутриентов в организме, не обнаружена. Также отсутствует эффект от корицы и других растительных препаратов. Среди населения имеется значительный интерес к применению антиоксидантов (витамин E, витамин C, каротин) в лечении диабета, однако доказательные данные не только показывают отсутствие улучшения гликемического контроля и предотвращения прогрессирования осложнений при их приёме, но также указывают на потенциальный вред этих и других антиоксидантов. Низкое качество большинства исследований применения БАД с хромом, магнием и витамином D при сахарном диабете не позволяет сделать выводы об эффективности такого лечения.
При сахарном диабете 2 типа могут быть полезны полиненасыщенные жирные кислоты (ПНЖК) омега-3, которые снижают уровень триглицеридов и липопротеидов очень низкой плотности (ЛПОНП). Но при этом они не влияют на собственно уровень гликемии и инсулина натощак.